# الانتخابات الرئاسية التشادية 2024
أُجريت الانتخابات الرئاسية في تشاد في 6 مايو 2024. وجاءت الانتخابات عقب استفتاء دستوري أجري في 17 ديسمبر 2023، عقب وفاة الرئيس إدريس ديبي عام 2021. ترشح الرئيس الانتقالي آنذاك محمد ديبي، نجل إدريس ديبي، كمرشح عن حركة الإنقاذ الوطنية، وفاز في الانتخابات مما أدى إلى تمديد آخر لحكم عائلة ديبي الذي دام 34 عامًا.

## خلفية
في أكتوبر 2022، مدد الرئيس آنذاك محمد ديبي الفترة الانتقالية لمدة عامين آخرين. وعلى الرغم من إعلانه سابقًا أنه لا ينوي خلافة والده، إلا أنه أعلن هذه المرة أيضًا أنه مؤهل للانتخاب لفترة ولاية كاملة. أطلقت قوات الأمن التشادية النار على ما لا يقل عن 128 محتجاً في يوم واحد، واعتقلت مئات آخرين.
عقب الإعلان عن موعد الانتخابات في 28 فبراير 2024، اندلعت اشتباكات في العاصمة نجامينا بعد أن قالت الحكومة إن أنصار الحزب الاشتراكي بلا حدود المعارض هاجموا مقر الوكالة الوطنية لأمن الدولة (ANSE). ومحاولة اغتيال رئيس المحكمة العليا سمير آدم النور. قامت القوات الحكومية بعد ذلك بحصار مقر الحزب الاشتراكي، مما أدى إلى مقتل العديد من الأشخاص، بما في ذلك مقتل زعيم الحزب يحيى ديلو جيرو، ابن عم ديبي الذي أعلن عن نيته الترشح للرئاسة وكان يُعد خصمه الرئيسي، فيما قالت السلطات إنه كان تبادل لإطلاق النار.
وأدان الاتحاد الأفريقي الهجمات، فيما دعا وزير أوروبا والشؤون الخارجية الفرنسي جان إيف لودريان إلى إجراء تحقيق محايد في الحادث.
في 12 أبريل 2024، قدم حزب تشاد المتحد شكوى ضد ائتلاف تشاد المتحد بزعامة محمد ديبي، متهمًا إياه بالسرقة الفكرية.

## النظام الانتخابي
يجري انتخاب رئيس تشاد لفترة ولاية مدتها خمس سنوات باستخدام نظام الجولتين، فإذا حصل أحد المرشحين على الأغلبية المطلقة في الجولة الأولى فلا تجري جولة ثانية من التصويت.

## المرشحين
نشرت اللجنة الانتخابية التشادية القائمة الرسمية للمرشحين التي وافق عليها المجلس الدستوري في 24 مارس 2024.

### المرشحين المعتمدين
وافقت لجنة الانتخابات على عشرة مرشحين هم:
- محمد ديبي (39 عام) مرشح حركة الخلاص الوطني. الرئيس الانتقالي الحالي لتشاد (2022 إلى الوقت الحاضر) ورئيس المجلس العسكري الانتقالي. في البداية، في عام 2021، وعد محمد ديبي بأنه لن يترشح في الانتخابات لخلافة والده.[8] ومع ذلك، في 13 يناير 2024، جرى إعلانه مرشحًا لحركة الإنقاذ الوطنية من قبل سكرتير الحزب محمد زين بادا.[16] وأكد ترشحه في 2 مارس كمرشح عن ائتلاف تشاد المتحد الأوسع.[17]

- سيكسيه ماسرا، رئيس وزراء تشاد آنذاك (2024 إلى الوقت الحاضر).[18] عن "المتحولون"، وقد وافقت المحكمة الدستورية على ترشيحه.[19] ففي 10 مارس 2024، وافق على ترشيح حزبه له مرشحاً عنه للانتخابات الرئاسية.[20] وبعد ملاحقته من قبل المجلس العسكري بمذكرة اعتقال دولية، عاد إلى تشاد في نوفمبر 2023 بعد توقيع اتفاق مع الحكومة.[8] وهذه هي المرة الأولى في تاريخ تشاد التي يواجه فيها رئيس ورئيس وزراء بعضهما البعض في انتخابات رئاسية.[21]

- ألبرت باهيمي باداكي، رئيس وزراء تشاد الأسبق (التجمع الوطني للديمقراطيين التشاديين )[22]
- اللادوم جارما بالتزار (العمل من أجل تجديد تشاد )[23]
- ثيوفيل بونجورو ببزون عضو المجلس الوطني الانتقالي (التجمع من أجل الديمقراطية والتقدم )[23]
- ليدي باسمدة، وزيرة التربية والتعليم (Party for Democracy and Full Independence [parti pour la démocratie et l'indépendance intégrales] )[23]
- Mansiri Lopsikréo [mansiri lopsikréo]، مهندس (Les Élites )[23]
- بريس مبايمون جيدباي (حركة الوطنيين التشاديين )[23]
- Yacine Abdramane Sakine [yacine abdramane sakine]، مصرفي (Reformist Party (Chad) [parti réformiste (tchad)] )[23]
- Nasra Djimasngar [الإنجليزية]، أكاديمي (New Day Party )[23]

### قتل المرشحين

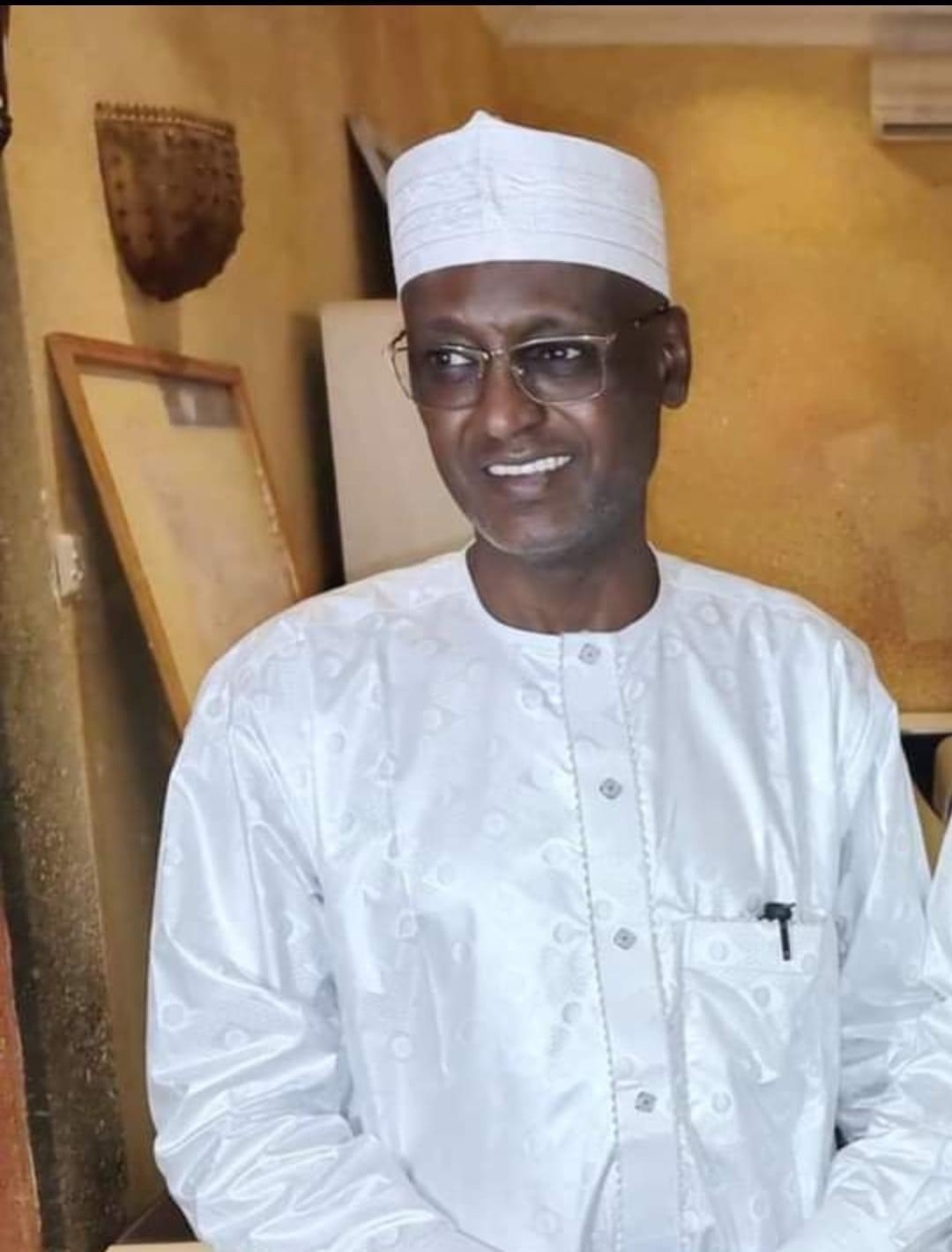
يحيى دجيرو

- قُتل يحيى ديلو جيرو على يد القوات الحكومية بعد وقت قصير من إعلان موعد التصويت.[24]

### المرشحين المرفوضين
- نصور إبراهيم نيجي كورسامي، رُفض بسبب "مخالفات" في التقديم.[25] كما اتُهم بالتزوير في أوراقه.[26]
- رخيس أحمد صالح، رُفض بسبب "مخالفات" في التقديم.[25]

ورُفض ترشيحات عشرة مرشحين في المجموع.

## استطلاعات الرأي
في استطلاع للرأي شمل 1000 شخص يقيمون في مناطق نجامينا العشرة أجراه مركز دراسات التنمية والوقاية من التطرف، ذُكر أن 487 من المستطلعين أفادوا إنهم لا يؤمنون بمصداقية السلطات الانتخابية في تشاد (الوكالة الوطنية لإدارة الانتخابات والمجلس الدستوري) لأنهما تحت سيطرة أنصار محمد ديبي. عند الحديث عن المرشحين ذوي المصداقية للانتخابات الرئاسية، اختار 261 (79.09%) من أصل 330 الذين لم يمتنعوا عن التصويت ماسرا على أنه ذو مصداقية، بينما اختار 46 (13.94%) محمد ديبي، واختار 23 (6.97%) مرشحين آخرين.
علاوة على ذلك، يعتقد 45% فقط من المستطلعين أن الانتخابات الرئاسية يمكن أن تضمن السلام والأمن والتحالف الاجتماعي. وتركز مؤشرات الأزمة المحتملة بعد الانتخابات على تزوير الانتخابات، وعدم المساواة بين المرشحين، وثانياً، العنف المحتمل. وعندما سئلوا عن المؤشرات التي يمكن أن تؤدي إلى أزمة ما بعد الانتخابات، رأى 47.8% أن التزوير سيكون المؤشر الرئيسي، بينما أرجعه 40.89% إلى عدم المساواة بين المرشحين، وذكر 19.4% العنف. وأخيرا، رأى غالبية المستطلعين (53.87%) أن تشاد ليست على الطريق الصحيح نحو الديمقراطية.

## الحملة الانتخابية
انتهت فترة تقديم الطلبات في 15 مارس، وتقدم نحو خمسة عشر مرشحاً بطلباتهم إلى المجلس الدستوري.
وفي 16 مارس، طالب تحالف "نحن الشعب" بتأجيل الانتخابات الرئاسية وفتح حوار وطني شامل. وفي 23 مارس، دعا حزب "واكيت تاما" المعارض إلى مقاطعة الانتخابات الرئاسية، منتقداً "المهزلة" التي كانت نتائجها معروفة مسبقاً. في 13 إبريل، دعا أساقفة تشاد الأحزاب السياسية إلى ضمان حسن سير الانتخابات الرئاسية.
أصدرت الهيئة الوطنية لإدارة الانتخابات التشادية (ANGE) حظرًا على التقاط الصور ومقاطع الفيديو للنتائج، وكذلك نشرها على وسائل التواصل الاجتماعي أو أي منصة إذاعية أو تلفزيونية أخرى، قائلة إن أحزاب المعارضة يمكنها تحميل النتائج التي جرى التلاعب بها للتحريض على العنف.
وفي إطار حملته، كشف ماسرا عما أسماه "حزمة الحد الأدنى من الكرامة"، والتي تتضمن خطة خمسية لتوليد 200 ألف فرصة عمل، مقسمة بالتساوي بين القطاعين العام والخاص.

## الإجراءات
أُجري التصويت المبكر لأعضاء الجيش الوطني التشادي والرُحَّل في 5 مايو. وفي يوم الانتخابات، فتحت صناديق الاقتراع في الساعة 07:00 وأغلقت في الساعة 17:00. وبلغ عدد من يحق له التصويت نحو 8.2 مليون شخص. وكان من المتوقع أن تعلن النتائج الأولية بحلول 21 مايو، في حين من المقرر أن تصدر النتائج النهائية بحلول 5 يونيو. وقالت عدة منظمات من المجتمع المدني إن السلطات رفضت العديد من الطلبات الـ 2900 التي أرسلها المراقبون المحتملون. أبلغ صحفيون محليون عن عدة حوادث عنف أثناء التصويت، مما أدى إلى مقتل شخصين على الأقل في أبيشي وموندو، حيث تعرض جندي للطعن حتى الموت على يد السكان الغاضبين بعد أن ضُبط وهو يحشو صناديق الاقتراع لصالح ديبي.
وفي أعقاب الانتخابات، قال ماسرا وحزبه "المتحولون" إنه وأنصاره تعرضوا للتهديدات والعنف والاعتقالات التعسفية، مضيفًا أن مقر إقامته قد وضع تحت المراقبة. كما اتهم ماسرا الوكالة الوطنية لإدارة الانتخابات بتزوير الأصوات لصالح محمد ديبي، وحث الناخبين على الدفاع عما أسماه إرادتهم التي عبروا عنها في صناديق الاقتراع ضد التزوير الانتخابي الواسع النطاق. كما اشتكى تحالف السلطات الأخلاقية للوساطة (CONAMM)، وهو جمعية تضم الحكام التقليديين ورجال الدين ووزراء الحكومة السابقين وقادة الشباب والنساء، من عمليات تزوير وترهيب واسعة النطاق خلال الانتخابات، بما في ذلك حشو صناديق الاقتراع وخطف الأصوات من قِبل المسؤولين في الحكومة. وقال الاتحاد الدولي لحقوق الإنسان إن الانتخابات تبدو "غير موثوقة أو حرة أو ديمقراطية"، في حين قالت مجموعة الأزمات الدولية أيضًا إن "عددًا من المشاكل في الفترة التي سبقت الاقتراع ألقت بظلال من الشك على مصداقيتها".

## النتائج
في 9 مايو، قبل الإعلان عن النتائج المؤقتة مباشرة، أعلن ماسرا فوزه في بث مباشر على فيسبوك، ودعا أنصاره وقوات الأمن إلى معارضة ما اعتبره محاولة لسرقة الانتخابات. ثم صدرت النتائج المؤقتة في وقت لاحق من ذلك اليوم لتشير إلى فوز حاسم لديبي، بنسبة 61.3% من الأصوات، متجاوزًا عتبة الـ 50% المطلوبة لتجنب جولة الإعادة. وحصل مسارا على 18.53% فقط من الأصوات. جرى الإعلان عن النتائج قبل أسبوعين من الموعد المقرر. هنأ رئيس الوزراء السابق والحاصل على المركز الثالث، ألبرت باهيمي باداكي، ديبي على فوزه. ووردت أنباء عن إطلاق نار في نجامينا عقب إعلان النتائج، بينما أقام أنصار ديبي احتفالات خارج القصر الرئاسي.

### النتائج المؤقتة
أعلنت الوكالة الوطنية لإدارة الانتخابات النتائج المؤقتة للانتخابات في 9 مايو. وذكرت أن من بين الناخبين المسجلين البالغ عددهم 8,202,207، صوت 6,224,387 صوتًا وبلغ عدد الأصوات الباطلة 23,686 صوتًا. وبلغت نسبة المشاركة 75.89%.
| المرشح                          | المرشح                               | الحزب                                                                                             | الأصوات   | %      |
| ------------------------------- | ------------------------------------ | ------------------------------------------------------------------------------------------------- | --------- | ------ |
|                                 | محمد ديبي                            | الحركة الوطنية للإنقاذ                                                                            | 3٬784٬360 | 61.03  |
|                                 | سيكسيه ماسرا                         | Les Transformateurs                                                                               | 1٬149٬199 | 18.53  |
|                                 | ألبرت باهيمي باداكي                  | التجمع الوطني للديمقراطية في تشاد                                                                 | 1٬048٬506 | 16.91  |
|                                 | Lydie Beassemda                      | Party for Democracy and Full Independence [parti pour la démocratie et l'indépendance intégrales] | 59٬669    | 0.96   |
|                                 | Théophile Bongoro                    | التجمع للديمقراطية والتقدم (تشاد)                                                                 | 46٬847    | 0.76   |
|                                 | Alladoum Djarma                      | العمل من أجل تجديد تشاد                                                                           | 33٬798    | 0.55   |
|                                 | Brice Guedmbaye                      | Movement of Patriotic Chadians for the Republic                                                   | 27٬883    | 0.45   |
|                                 | Yacine Abdramane Sakine [الإنجليزية] | Reformist Party (Chad) [parti réformiste (tchad)]                                                 | 22٬495    | 0.36   |
|                                 | Mansiri Lopsikréo [الإنجليزية]       | Les Élites                                                                                        | 15٬188    | 0.24   |
|                                 | Nasra Djimasngar [الإنجليزية]        | A New Day                                                                                         | 12٬756    | 0.21   |
| المجموع                         | المجموع                              | المجموع                                                                                           | 6٬200٬701 | 100.00 |
|                                 |                                      |                                                                                                   |           |        |
| الأصوات الصحيحة                 | الأصوات الصحيحة                      | الأصوات الصحيحة                                                                                   | 6٬200٬701 | 99.62  |
| الأصوات الباطلة والفارغة        | الأصوات الباطلة والفارغة             | الأصوات الباطلة والفارغة                                                                          | 23٬686    | 0.38   |
| مجموع الأصوات                   | مجموع الأصوات                        | مجموع الأصوات                                                                                     | 6٬224٬387 | 100.00 |
| الناخبين المسجلين ومعدل الإقبال | الناخبين المسجلين ومعدل الإقبال      | الناخبين المسجلين ومعدل الإقبال                                                                   | 8٬202٬207 | 75.89  |
| المصدر: Infos235                |                                      |                                                                                                   |           |        |